# Rote Spargelbohne
Die Rote Spargelbohne (Lotus tetragonolobus), auch Rote Spargelerbse genannt, ist eine Pflanzenart aus der Gattung Hornklee (Lotus) in der Unterfamilie der Schmetterlingsblütler (Faboideae) innerhalb der Familie der Hülsenfrüchtler (Fabaceae). Weitere deutschsprachige Trivialnamen sind Flügelerbse, Flügelschote oder Kaffee-Erbse.

## Beschreibung

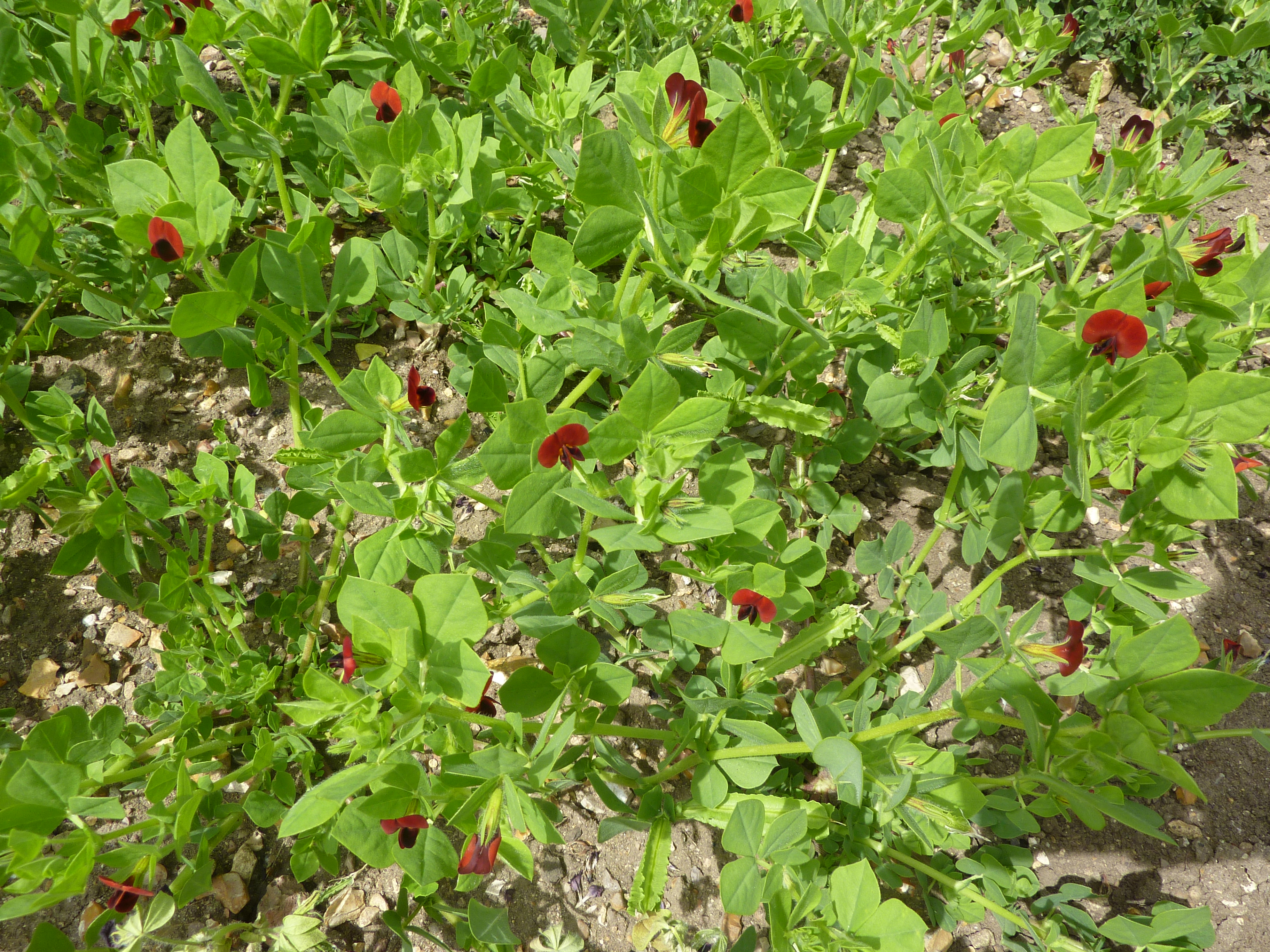
Habitus, Stängel, Blätter und Blüten

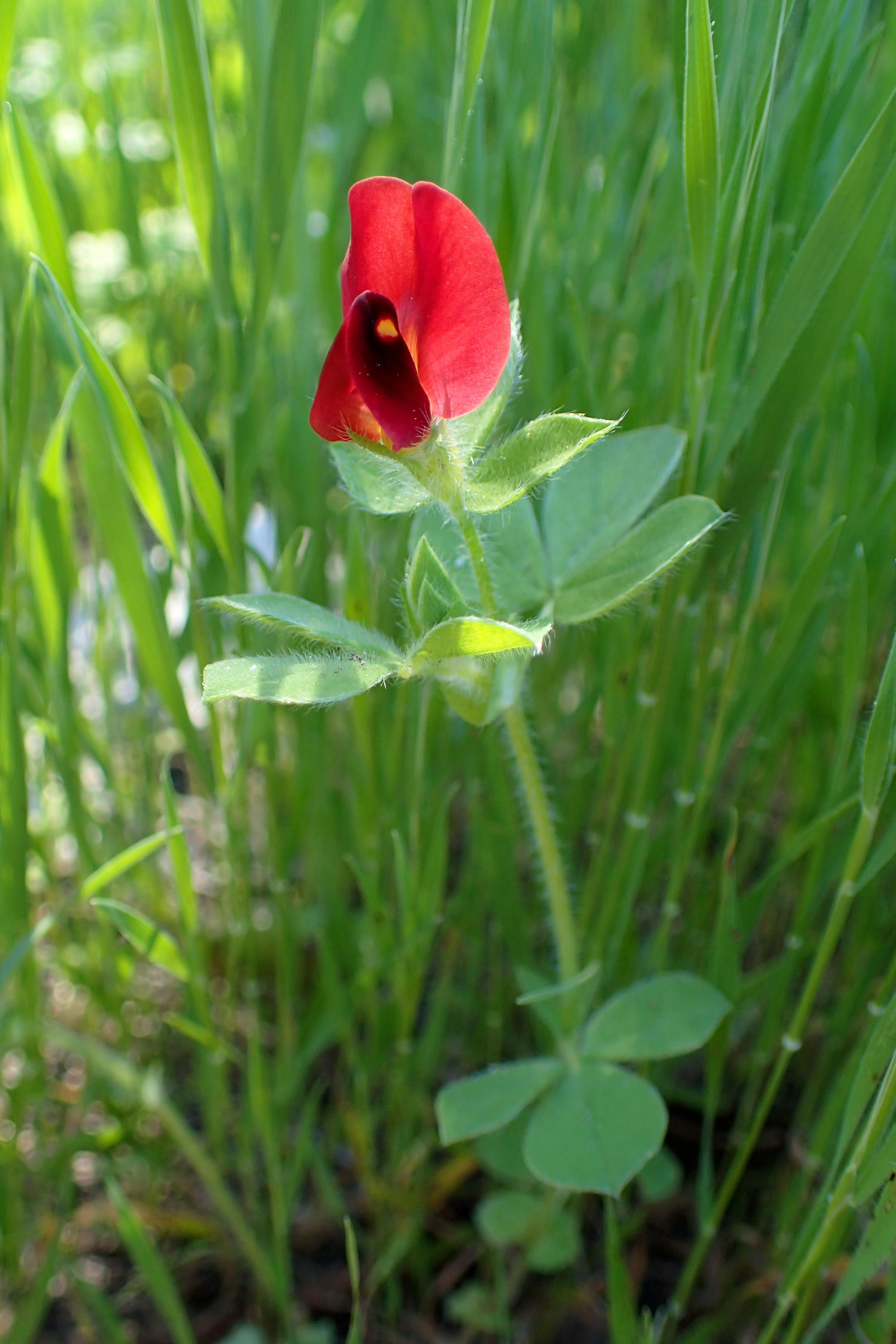
Stängel, Blätter und zygomorphe Blüte

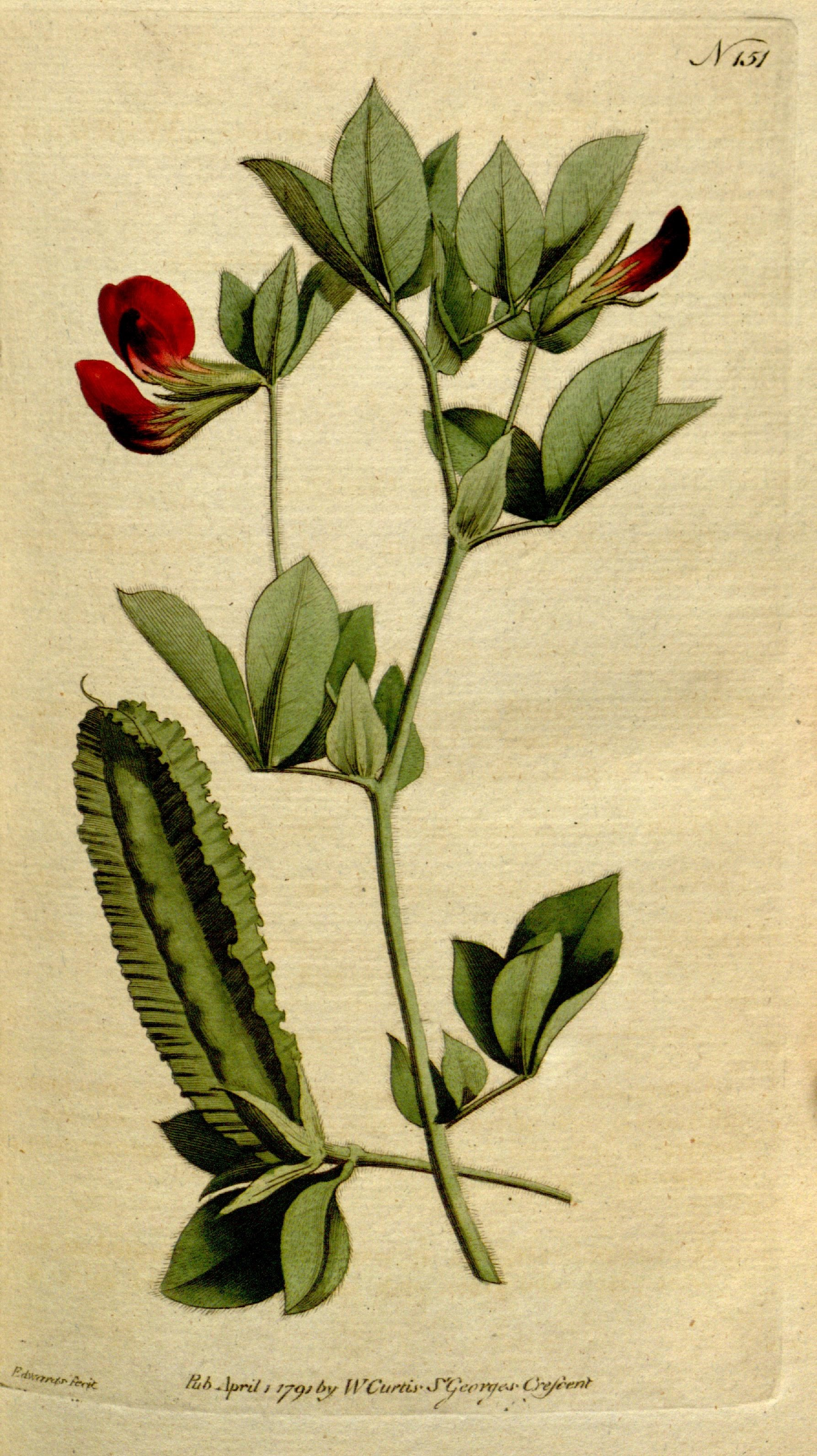
Illustration aus The Botanical magazine, or, Flower-garden displayed, Tafel 151

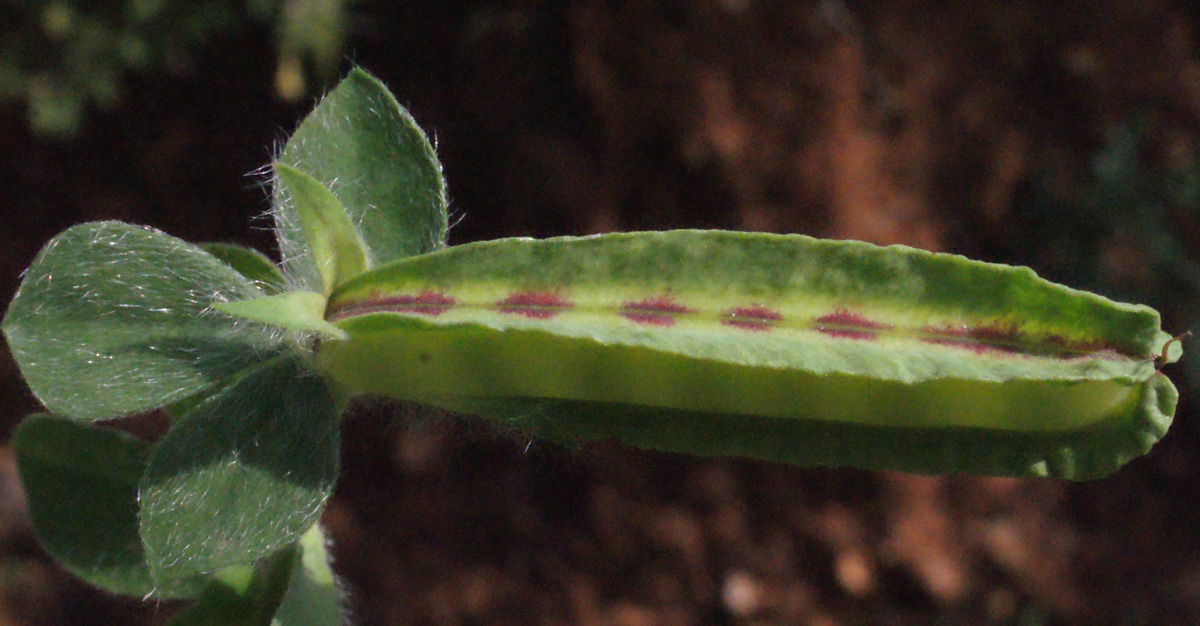
Geflügelte Hülsenfrucht

### Vegetative Merkmale
Die Rote Spargelbohne ist eine einjährige krautige Pflanze, die Wuchshöhen von 10 bis 40, selten bis zu 60 Zentimetern erreicht. Sie besitzt eine bis 20 Zentimeter lange Pfahlwurzel, deren Wurzelhals vielköpfig ist. Der fleischige Stängel ist anfangs aufrecht, später niederliegend bis aufsteigend, verzweigt, gefurcht und meist spärlich abstehend weich mit langen gelblich-rostfarbenen Trichomen zottig behaart.
Die locker wechselständig am Stängel angeordneten Laubblätter sind in Blattstiel und -spreite gegliedert. Der Blattstiel ist bei einer Länge von 5 bis 10, selten bis zu 15 Millimetern nur kurz. Die behaarte, dunkel-grasgrüne Blattspreite ist gefiedert mit fünf sitzenden oder höchstens kurz gestielten, ganzrandigen Fiederblättchen. Die oberen drei Fiederblättchen sind bei einer Länge von 3 bis 4 (2 bis 5) Zentimetern sowie einer Breite von 0,7 bis 2,5, selten bis zu 3,9 Zentimetern verkehrt-eiförmig bis eiförmig-rhombisch mit keilförmiger Basis und kurz zugespitztem oberem Ende. Die zwei unteren Blättchen sind nebenblattartig, wesentlich kleiner und eiförmig. Sie sind bei einer Länge von 5 bis 10, selten bis zu 15 Millimetern sowie einer Breite von 3,5 bis 10, selten bis zu 13 Millimetern etwas mit der Basis des Blattstiels verwachsen. Die Blättchen haben deutliche Seitennerven und sind auf beiden Flächen flaumig behaart.

### Generative Merkmale
Die Blütezeit reicht von Mai bis August, in Spanien ist sie nur von März bis Mai. Der Blütenstandsschaft ist so lang wie oder kürzer als das tragende Blatt und verlängert sich bis zur Fruchtreife bis zu einer Länge von 1,8 bis 5 Zentimetern. Das sitzende Tragblatt ist dreizählig gefiedert und die Blättchen bei einer Länge von meist 6 bis 20 3,5 bis 32 Millimetern sowie einer Breite von meist 4 bis 11 (2 bis 15) Millimetern verkehrt-eiförmig bis verkehrt-eiförmig-rhombisch. Der Blütenstand enthält nur eine Blüte, selten sind es zwei. Der Blütenstiel ist kurz.
Die zwittrige Blüte ist zygomorph und fünfzählig mit doppelter Blütenhülle. Die fünf 10 bis 15 Millimeter langen Kelchblätter sind auf höchstens der Hälfte ihrer Länge röhrig verwachsen. Die Kelchröhre ist 3 bis 4,5 Millimeter lang. Von den fünf 6 bis 10 Millimeter langen Kelchzähne sind die oberen dreieckig-lanzettlich und die unteren linealisch-lanzettlich oder schmal dreieckig-lanzettlich. Der glockenförmige Kelch ist dicht, abstehend rau behaart, wobei diese Trichome alle gleich lang sind; er besitzt oft dunkel-purpurfarbene Flecken. Die meist scharlachrote oder purpurfarbene, als Herbarmaterial malvenfarbige Blütenkrone hat die Form einer Schmetterlingsblüte und ist 15 bis 22, selten bis zu 30 Millimeter lang. Bei der Fahne ist der Nagel 8 bis 11 Millimeter lang und die Platte bei einer Länge von 11 bis 14 Millimetern sowie einer Breite von 10 bis 13 Millimetern fast kreisförmig oder länglich mit ausgerandetem oberem Ende. Bei den Flügeln ist die Platte bei einer Länge von 9 bis 10 Millimetern sowie einer Breite von 4,5 bis 7 Millimetern länglich mit stumpfem oberem Ende und die Öhrchen sind etwa so lang wie der Nagel. Das Schiffchen ist viel kürzer als die Flügel. Das Schiffchen ist in einem stumpfen Winkel gebogen.  Die zehn Staubblätter sind diadelpisch, also eines ist frei, die anderen neun verwachsen. Das einzige Fruchtblatt ist oberständig, kahl und enthält viele Samenanlagen.
Die kahle Hülsenfrucht ist bei einer Länge von meist 35 bis 60 (25 bis 90) Millimetern sowie einer Breite von meist 5 bis 6,5 (3 bis 8) Millimetern länglich, zylindrisch, verjüngt sich an beiden Enden und vierkantig mit verdickten Rändern. Die vier Flügel der Hülsenfrucht sind meist wellig und meist 4 bis 4,5 (2 bis zu 5,5) Millimeter breit. Die bei Reife braune bis schwarzbraune Hülsenfrucht enthält selten zwei, meist fünf bis zwölf Samen. Die glatten, matten bis leicht glänzenden, oft „bereiften“ Samen sind bei einer Länge von 3 bis 4 Millimetern sowie einem Durchmesser von 4 bis 4,5 Millimetern eiförmig bis fast kugelig oder ellipsoid und hell- bis rötlich-braun.

### Chromosomensatz
Die Chromosomengrundzahl beträgt x = 7; es liegt Diploidie mit einer Chromosomenzahl von 2n = 14 vor.

## Ökologie
Bei der Roten Spargelbohne tritt Selbst- und Fremdbefruchtung auf. Die Tausendkornmasse schwankt von 38 bis 45 g.

## Vorkommen
Die Rote Spargelbohne kommt im Mittelmeerraum: Südeuropa sowie Nordafrika bis Westasien und den Kaukasusraum vor. Es gibt Fundortangaben für das nördliche Algerien, nördliche Ägypten, nördliche Libyen, Marokko, Tunesien, den westlichen Teil der Türkei, Zypern, Kreta, Griechenland, Italien, Sardinien, Sizilien, die Balearen, Spanien, Aserbaidschan, Georgien, die Krim und vielleicht Frankreich. Ein Neophyt ist sie beispielsweise in der Ukraine, China, Australien sowie Neuseeland. Sie gedeiht in Grasfluren, auf Kulturland und an Wegrändern.

## Taxonomie
Die Erstveröffentlichung von Lotus tetragonolobus erfolgte 1753 durch Carl von Linné in Species Plantarum, Tomus 2, S. 773. Synonyme für Lotus tetragonolobus sind: Tetragonolobus purpureus Moench, Tetragonolobus edulis Link.

## Nutzung
Die jungen Hülsenfrüchte der Roten Spargelbohne werden als Gemüse oder als Salat zubereitet. Ähnlich werden die Früchte des Essbaren Hornklees (Lotus edulis) und der Spargelerbse (Lotus maritimus) verwendet.
Die gekochten Samen sind essbar. Die gerösteten Samen können als Kaffeeersatz genutzt werden.
Der Anbau der Roten Spargelbohne reicht in Deutschland bis 1670 zurück.
Als Zierpflanze ist die Rote Spargelbohne schon seit dem 16. Jahrhundert bekannt. Sie wird auch von Johannes von Muralt 1715 für Züricher Gärten als „Guldner Klee“ angeführt.